# لمفومة الخلية البائية المنصفية الأولية
لمفومة الخلية البائية المنصفية الأولية (بالإنجليزية: Primary mediastinal B-cell lymphoma)‏ وتُدعى اختصاراً PMBL، هيَ أحد أنواع اللمفوما التي تنشأ في المنصف، وتُصيب غالباً البالغين.